# Aeroporto João Paulo II
Luchthaven João Paulo II (Portugees: Aeroporto João Paulo II) (IATA: PDL, ICAO: LPPD) is een vliegveld bij de stad Ponta Delgada, de hoofdstad van het eiland São Miguel, onderdeel van de Portugese Azoren-archipel. Het vliegveld is vernoemd naar paus Johannes Paulus II en het ligt aan de zuidkust van het eiland op drie kilometer afstand van het centrum van Ponta Delgada. 
João Paulo II is de drukste van alle luchthavens op de Azoren, en heeft één landingsbaan. De luchthaven is de belangrijkste aanvlieghaven voor toeristen die de eilandengroep bezoeken. Vanuit deze luchthaven gaan er binnenlandse vluchten naar de andere eilanden van de Azoren. De luchthaven is de thuisbasis van Azoren luchtvaartmaatschappijen SATA Air Açores en Azores Airlines.